# 劳伦斯·斯坦哈特
劳伦斯·阿道夫·斯坦哈特（英語：Laurence Adolph Steinhardt，1892年10月6日—1950年3月28日），美国外交官、律师，曾担任驻瑞典大使、驻秘鲁大使、驻苏联大使、驻土耳其大使、驻捷克斯洛伐克大使、驻加拿大大使，1950年因飞机失事殉职。